# Station Tarnowo Rogozińskie
Station Tarnowo Rogozińskie is een spoorwegstation in de Poolse plaats Tarnowo.